# Kaba (sopka)
Kaba je menší a v současnosti nečinný sopečný komplex, skládající se ze dvou stratovulkánů (Kaba a Hitam), které leží v jihozápadní části indonéského ostrova Sumatra. Vrchol komplexu, vysoký 1 952 m, tvoří trojice překrývajících se kráterů, z nichž největší je ten jižní. Pramení zde řeka Musi.
V 20. století bylo zaznamenáno několik menších erupcí (zpravidla síly VEI 1 až VEI 2). Roku 1833 došlo vlivem sopečné aktivity k vylití kráterového jezera. Vznikl lahar (bahnotok), který včetně ztrát na lidských životech způsobil vážné škody ve vesnicích Talang, Klingi a Bliti. Poslední erupce proběhla v srpnu 2000.